# Mein Vater war ein Mann an Land und im Wasser ein Walfisch

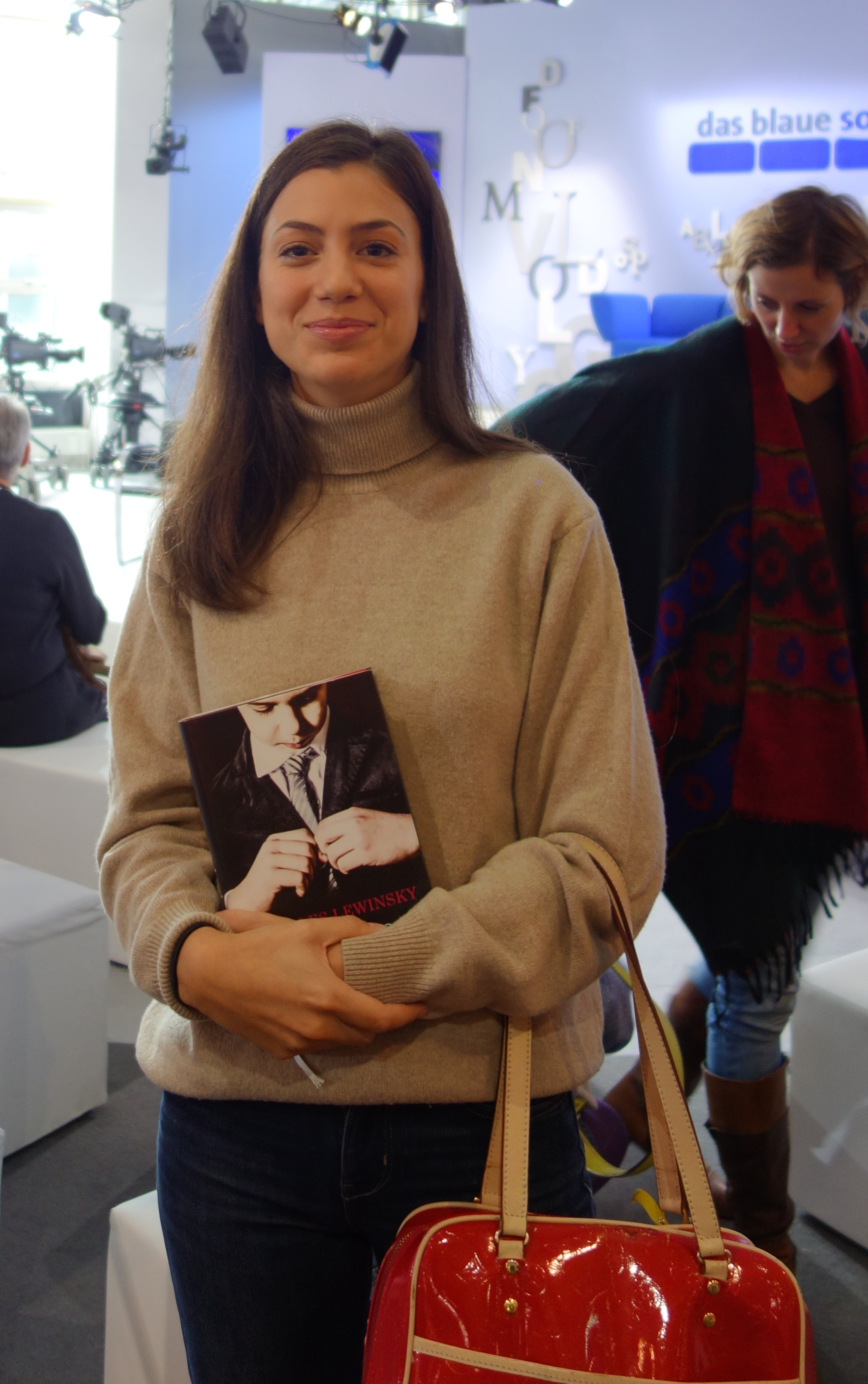
Die Autorin Michelle Steinbeck

Mein Vater war ein Mann an Land und im Wasser ein Walfisch ist ein Roman der Schweizer Schriftstellerin Michelle Steinbeck, der 2016 veröffentlicht wurde. Das Erstlingswerk von Steinbeck wurde für den Schweizer Buchpreis nominiert und war auf der Longlist zum Deutschen Buchpreis. Es sorgte mit seinem surrealistischen Stil für Aufsehen und wurde kontrovers diskutiert.

## Handlung
Der Roman erzählt die surreale Reise der jungen Loribeth, die sich auf eine Suche nach ihrem Vater begibt, während sie ein totes Kind in einem Koffer mit sich trägt. Die Geschichte beginnt in ihrem ehemaligen Kinderzimmer, wo sie beim Schreiben von Geschichten ein mysteriöses Kind vor ihrem Fenster beobachtet. Nach einer Reihe verstörender Begegnungen mit rauchenden Kindern, ihrem spöttischen Bruder und einem glühenden Bügeleisen, mit dem sie das Kind versehentlich tötet, packt sie das Kind in Panik in einen Koffer und flieht.
Auf dem Friedhof trifft Loribeth auf eine Wahrsagerin, die ihr rät, den Koffer ihrem Vater, der in einem roten Haus in einer roten Stadt lebt, zurückzubringen. Auf dem Weg dorthin begegnet sie drei sprechenden Doggen, nimmt an einem Umzug teil, trifft einen Mann, mit dem sie eine kurze romantische Verbindung hat, bevor eine Explosion sie erneut zur Flucht zwingt. In der roten Stadt findet sie eine düstere Umgebung, in der sie niemandem trauen kann und in der groteske Gestalten ihr den Weg versperren. Dort erfährt sie, dass ihr Vater sich ans Meer begeben hat.
Schliesslich verlässt sie die Stadt in einem fliegenden Auto, um ihren Vater zu finden. Auf einem Schiff trifft Loribeth Fridolin Seifert. Der Koffer mit dem Kind bleibt ständige Last, bis sie schliesslich ins Meer springt. Loribeth entdeckt im Meer ein Haus auf Pfeilern, in dem vier Kinder leben, die sich als Künstler verstehen. Nach einem Streit verlässt die junge Frau das Haus. Loribeth wird von Fridolin Seifert gerettet. Zusammen mit ihm und seiner Schwester kaufen sie ein Haus, welches in einen Berg hineingewachsen ist. Als sie ihren Vater auf einer Insel trifft, konfrontiert sie ihn mit seiner Abwesenheit und seinen Fehlern. Loribeth lässt ihm den Koffer mit dem Kind und macht sich auf den Rückweg.
Loribeth und Mabel langweilen sich, da Fridolin ständig das ganze Haus putzt und keine Hilfe akzeptiert. Sie entscheiden sich, auf eine Party auf einer Burg zu gehen. Auf der Party erzählen die Mädchen Geschichten, nehmen Schlafmittel und denken, dass sie sterben werden, während sie auf dem Dach liegen.
In einer letzten Wendung wird Loribeths Welt von einer Welle zerstört, sie trifft erneut auf die Wahrsagerin, die ihr klarmacht, dass sie nie zufrieden sein wird, solange sie ständig einen anderen Ort sucht. Zusammen nehmen sie noch einmal Schlaftabletten. Loribeth reist durch ihr Unterbewusstsein: Auf dem Friedhof legt sie sich in einen Sarg und durchlebt eine Vision, in der sie in ihrem alten Kinderzimmer ist, ein Konzert mit Fridolin und Mabel gibt und dann wieder auf der Insel ihres Vaters erwacht. Der Koffer wird leer angespült, sie setzt eine Möwe hinein und geht gemeinsam mit ihr in das Maul eines Wals. Dort beginnt sie zu schreiben. Schliesslich nimmt sie ihr Leben erneut in die Hand und fährt mit einem Auto davon, auf der Suche nach einem neuen Anfang.

## Hintergrund und Entstehung
Mein Vater war an Land ein Mann und im Wasser ein Walfisch ist der Debütroman der Schweizer Autorin Michelle Steinbeck. Das ungewöhnliche, surrealistisch geprägte Werk entstand aus einer Sammlung von Träumen und Albträumen, welche die Autorin über einen längeren Zeitraum hinweg aufzeichnete. Täglich schrieb sie am Morgen ihre Träume auf – teils auf einer altmodischen Schreibmaschine (einer Hermes von Paillard) – und entwickelte daraus eine lose Sammlung an Geschichten, die in das literarische Werk einflossen. Die Schreibmaschine spielt auch im Roman eine wichtige Rolle. In Form einer literarischen Mise en abyme schreibt die Protagonistin Loribeth im Roman ebendiesen auf der Hermes 2000. 

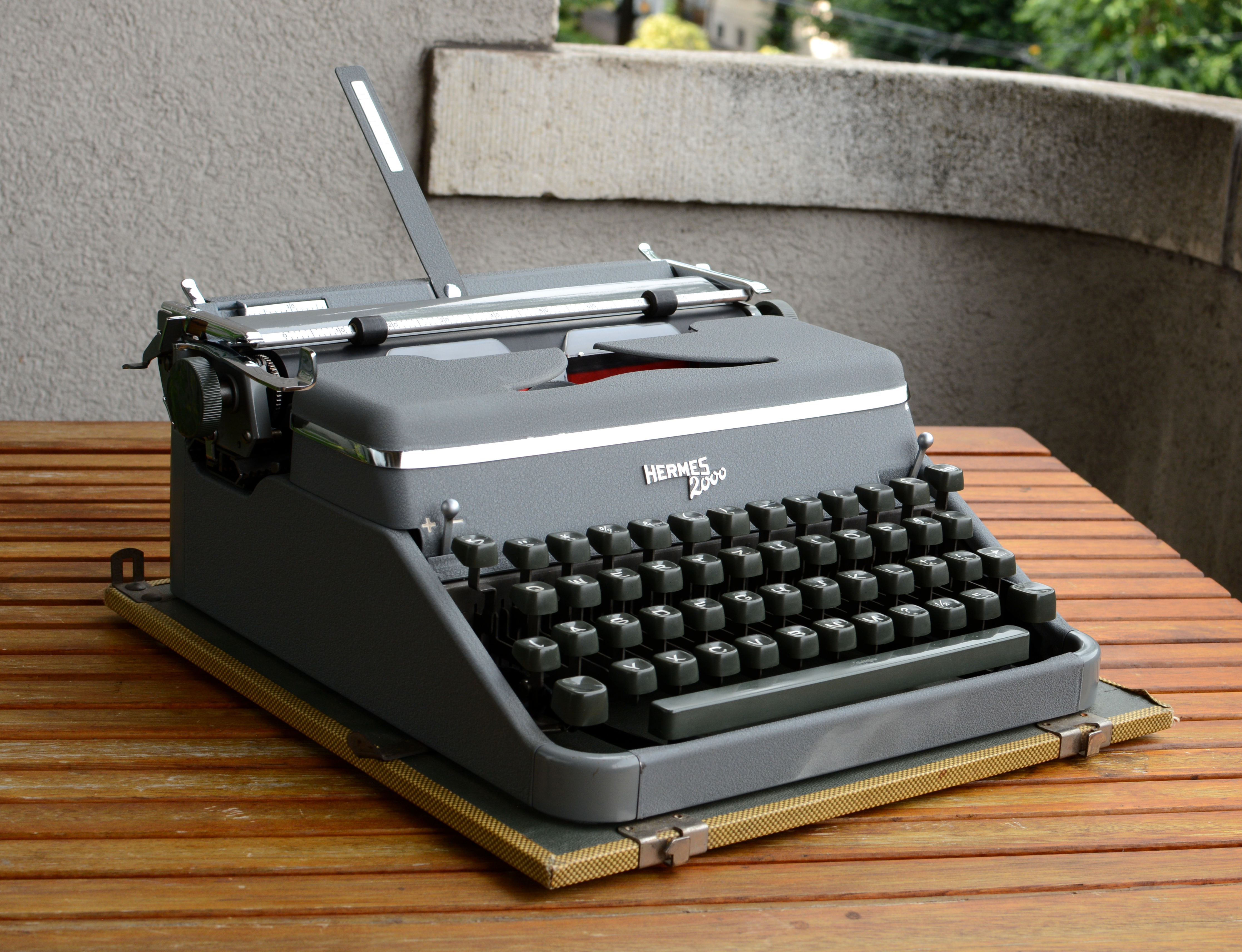
Schreibmaschine Hermes 2000 von Paillard

Der Roman ist eine Mischung aus realen Erinnerungen und fiktiven Elementen. Ein zentrales Motiv ist ein Koffer, der symbolisch für Sorgen und familiäre Lasten steht. Die Idee dazu stammt aus einem Ratschlag, den Steinbeck von einer Wahrsagerin empfangen habe: Sie solle ihre Sorgen in einen Koffer packen und ihrem Vater zurückgeben. Dieser Gedanke beeindruckte sie so sehr, dass er zur Grundlage für die Handlung des Romans wurde.
Steinbecks Werk ist stark autobiografisch gefärbt. Elemente aus ihrem eigenen Leben und ihrer Umgebung finden Eingang in die literarische Welt. Beispielsweise tauchen in der Geschichte Vögel auf, insbesondere Kanarienvögel, mit denen Steinbeck selbst aufgewachsen ist. Diese stehen für Kindheit, Erinnerung und ein Stück Heimat. Auch Orte wie die Friedhöfe ihrer Heimatstadt Zürich oder das dortige Kulturzentrum Rote Fabrik spielen eine bedeutende Rolle. Letztere ist für Steinbeck ein prägender Ort – zunächst als Kind beim Spielen, später als Jugendliche bei Rockkonzerten. Zum Zeitpunkt er Entstehung des Romans arbeitete sie dort redaktionell an der Fabrikzeitung, dem Organ des Kulturzentrums.

## Realwelt-Bezüge und autobiographische Elemente

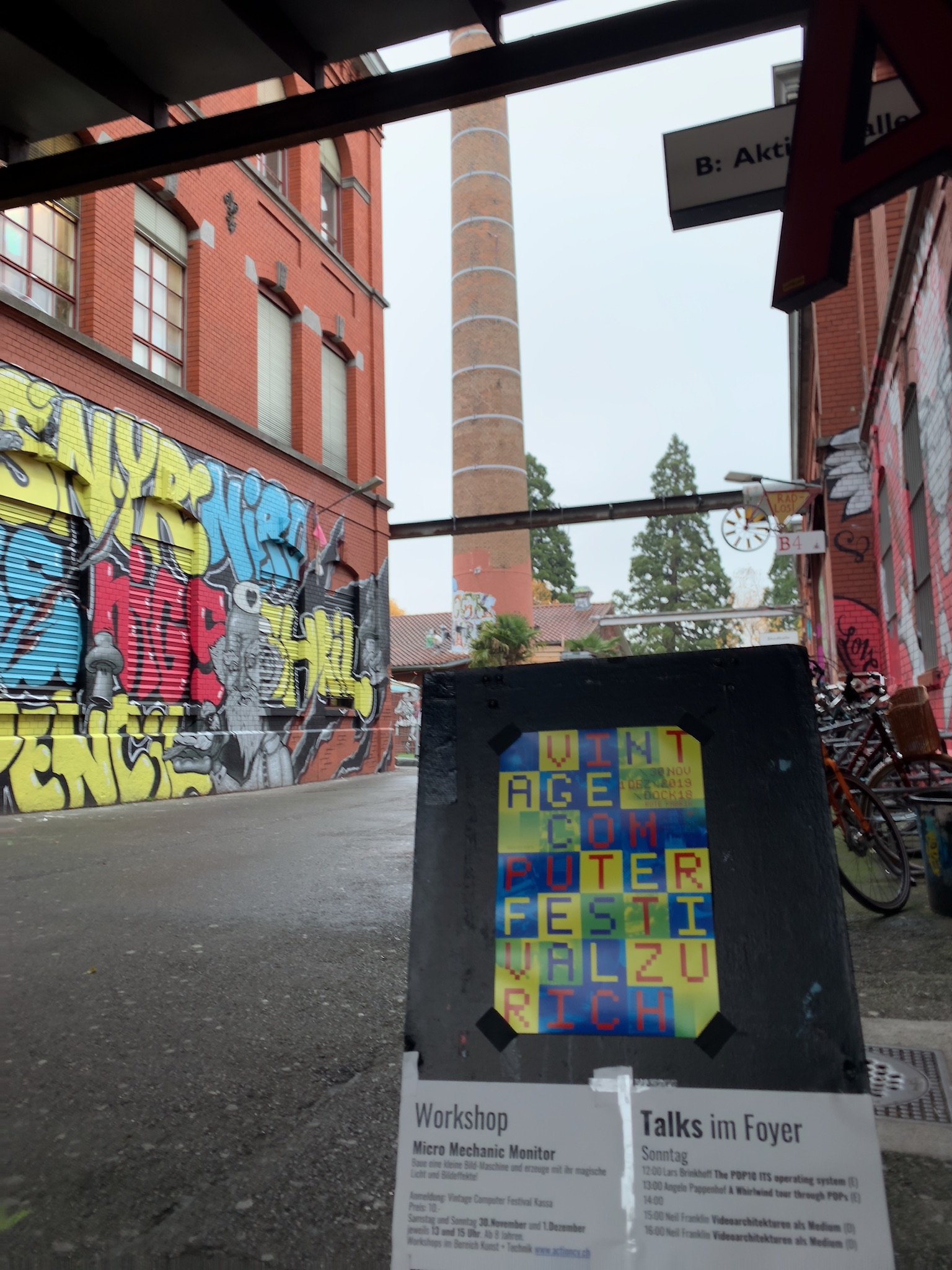
Rote Fabrik in Zürich

Mein Vater war ein Mann an Land und im Wasser ein Walfisch enthält viele Realwelt-Bezüge, wie zum Beispiel die rote Stadt, welche die Protagonistin Loribeth besucht: 
«Die ganze Nacht bin ich gerannt, durch Felder und Wälder, immer geradeaus, bis ich zu einer Stadt kam. Da bin ich stehen geblieben und habe die Häuser angeschaut: Blöcke aus rotem Backstein [...]»

Eine zentrale Rolle im Roman spielen Friedhöfe, die als Referenzen an die realen Friedhöfe der Stadt Zürich erkennbar sind. So wird in einer Stelle im Roman ein auffälliges Grab beschrieben:
«In einem Gebüsch am Wegrand sitzt auf einem Sockel ein grauer, dünner Mann. […] Der Mann sieht von seinem Buch hoch und blickt mich durch die Brillengläser an. Er hat ein spitzes Gesicht mit einem Schnäuzchen, ein Bein wie ein Gelehrter übers andere gelegt. Nachdenklich hält er sich, den Ellbogen aufs Bein gestützt, eine Zigarette an die Wange. Im aufgeschlagenen Buch liegt eine vertrocknete Rose.» 
Diese Textstelle bezieht sich auf den Friedhof, den die Autorin schon als Kind immer gern besuchte: «Es war schon immer ein Rückzugsort für mich, hier hatte ich Ruhe und es wollte nie jemand etwas von mir», erklärt Steinbeck im Interview mit SRF.

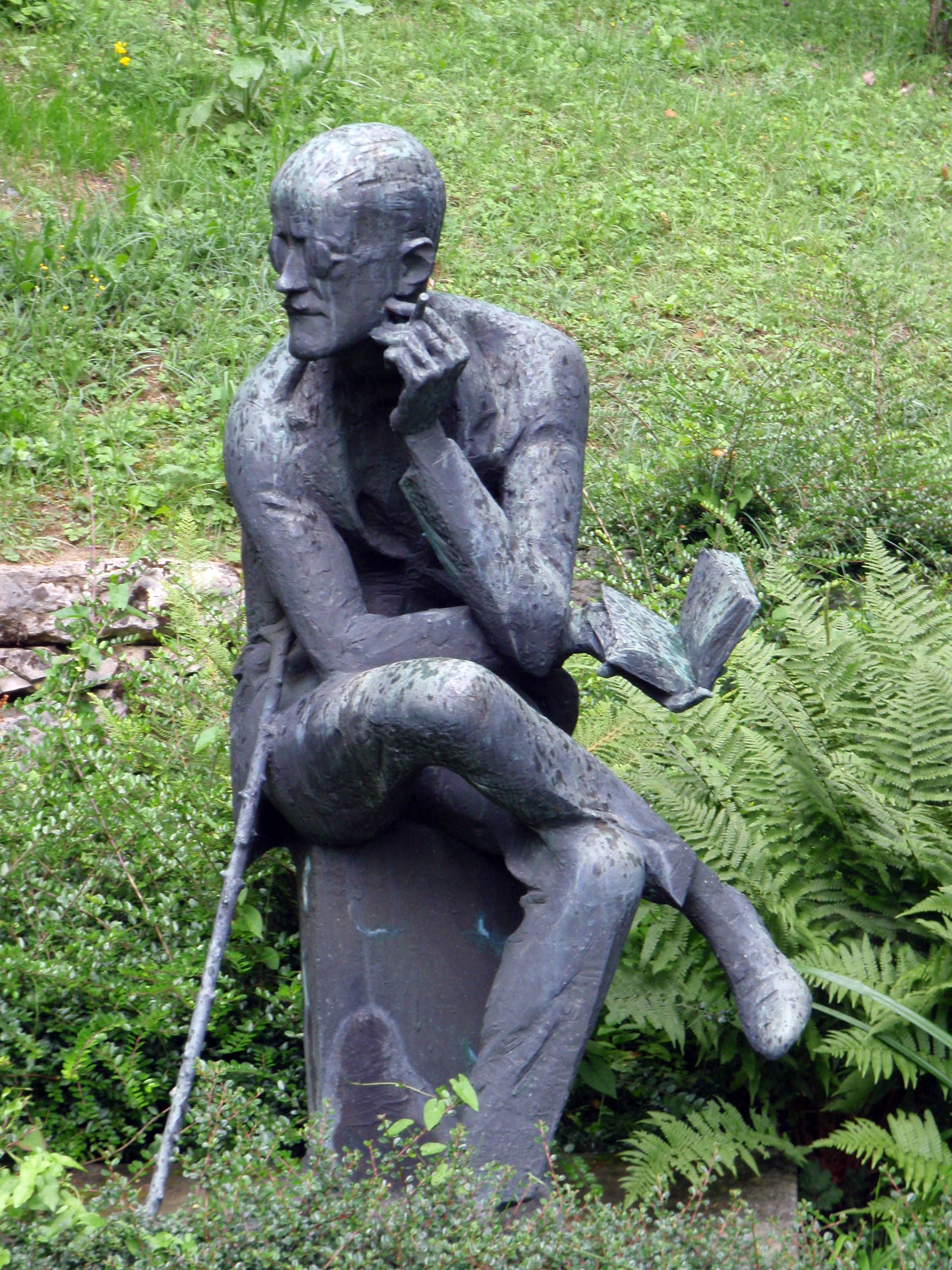
Das Grab von James Joyce in Zürich auf dem Friedhof Fluntern

Eine Statue hat es ihr schon seit ihrer Kindheit besonders angetan, wie man auch im Roman lesen kann:
«He, sage ich, Sie kenne ich doch. Der Mann schweigt. In meiner Erinnerung sind Sie grösser und seltsamerweise aus Gold. […] Mein Vater und ich, wir kamen früher jeden Tag hierher, um Sie zu besuchen. Sie waren sein grosses Vorbild. Er hat Sie um Rat gefragt für sein Buch, erinnern Sie sich? Ich hätte heute auch fast angefangen, etwas zu schreiben. Dann ist mir ein Missgeschick passiert, und ich wurde abgelenkt. Was, meinen Sie, hat das zu bedeuten?»
Die beschriebene Figur ist eine Statue des Dichters James Joyce auf dessen Grab auf dem Friedhof Fluntern. Der Autor war für die Protagonistin Loribeth im Roman schon von klein auf eine Inspiration und sie besuchte die Statue oft als Kind mit ihrem Vater. Joyce, ein irischer Dichter, ist bekannt für seine moderne Literatur und seinen Stream of Consciousness. Auch im Roman von Michelle Steinbeck sind Passagen zu finden, die an die avantgardistische Schreibweise und den Stream of Consciousness von Joyce erinnern und Joyce als Vorbild von Steinbeck erkennbar werden lassen.

## Themen und Motive
Im Mittelpunkt des Romans steht Loribeths innere und äussere Reise – ein Prozess der Selbstfindung, des Erwachsenwerdens und der Auseinandersetzung mit tief verwurzelten Ängsten und Sehnsüchten. Symbole wie der Koffer, der Hunger oder der Rauch sowie intertextuelle Bezüge zu klassischen Werken und Mythen strukturieren die Erzählung und verleihen ihr eine surreale, vieldeutige Dimension. Die folgende Analyse gliedert diese Aspekte und zeigt auf, wie eng sie mit Loribeths Suche nach Identität und Sinn verknüpft sind.

### Selbstfindung und Sinnsuche
Ein zentrales Thema des Romans ist der Versuch, sich selbst zu finden und einen Platz im Leben zu entdecken. Loribeth befindet sich auf einer Reise, die nicht nur physisch, sondern vor allem psychisch ist. Sie stellt sich grundlegenden Fragen: Will sie ein bürgerliches Leben führen? Möchte sie eine Familie gründen? Oder doch lieber ein Künstlerleben? Ihre Suche ist eng verknüpft mit Identität und Selbstverwirklichung.

### Verlorenheit und Erwachsenwerden
Der Roman beschreibt den holprigen Übergang vom Mädchen zur Frau. Loribeth wirkt oft verloren, wird konfrontiert mit Gewalt, Einsamkeit und Ablehnung. Diese Elemente symbolisieren den schwierigen Prozess des Erwachsenwerdens – eine Art groteske, übersteigerte Version des Coming of Age. Loribeth versucht das Kind im Koffer loszuwerden – ihre Kindheit.

### Liebessehnsucht
Loribeth begegnet mehreren Männern, darunter dem hellen Mann (Alexander), der sie nicht akzeptiert, wie sie ist. Ihre Suche nach wahrer Liebe bleibt unvollständig, begleitet von einer tiefen Einsamkeit. Nur Fridolin Seifert bietet ihr viel Zuneigung, akzeptiert ihr inneres Kind und will gemeinsam mit ihr eine Familie gründen. Jedoch geht er während der Reise immer wieder weg.

### Hunger
Hunger ist ein wiederkehrendes Symbol. Es steht nicht nur für körperliches Verlangen, sondern für emotionale Leere. Ihr Vater, der immer Essen dabeihatte, wird zum Symbol ihres Mangels an familiären Beziehungen. Wenn Loribeth hungert, hungert sie nach Nähe, Liebe und nach Aufmerksamkeit.

### Der Koffer

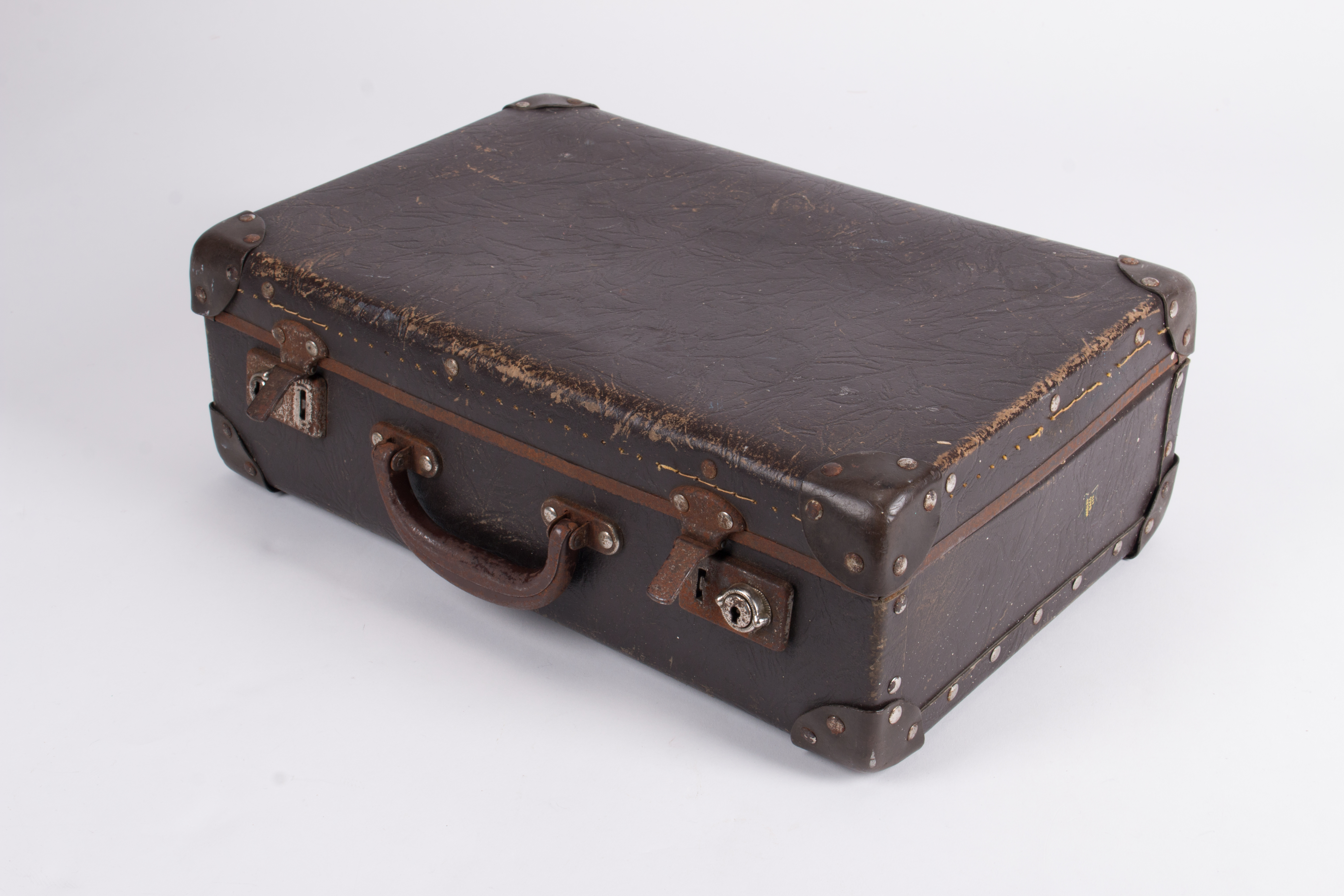
Der Koffer ist zentrales Symbol im Roman

Das wichtigste Symbol ist der Koffer. Darin befindet sich das Kind, vermutlich ein Symbol ihres inneren Kindes. Der Koffer steht für Vergangenheit, gesellschaftliche Erwartungen und die Last der Kindheit. Er ist schwer und verhindert ein schwereloses Leben, ist aber auch ein Teil von Loribeths Identität.

### Doggen
Diese Hunde tauchen mehrfach auf und symbolisieren die Ängste und Sorgen von Loribeth. Sie erinnern in ihrer Drastik an Traumsymbole aus der Freud’schen Traumdeutung.

### Rauch
Der Rauch ist ein Symbol, das die Selbstzerstörung darstellt. Die Kinder machen eine Zigarette aus ihr: «Sie wollen mich in Leintücher schlagen und an den Haaren anzünden, tief inhalieren […] bis ich ganz Asche bin.» Loribeth verliert sich selbst in Selbstzweifeln und gesellschaftlichem Druck.

### Das Kind

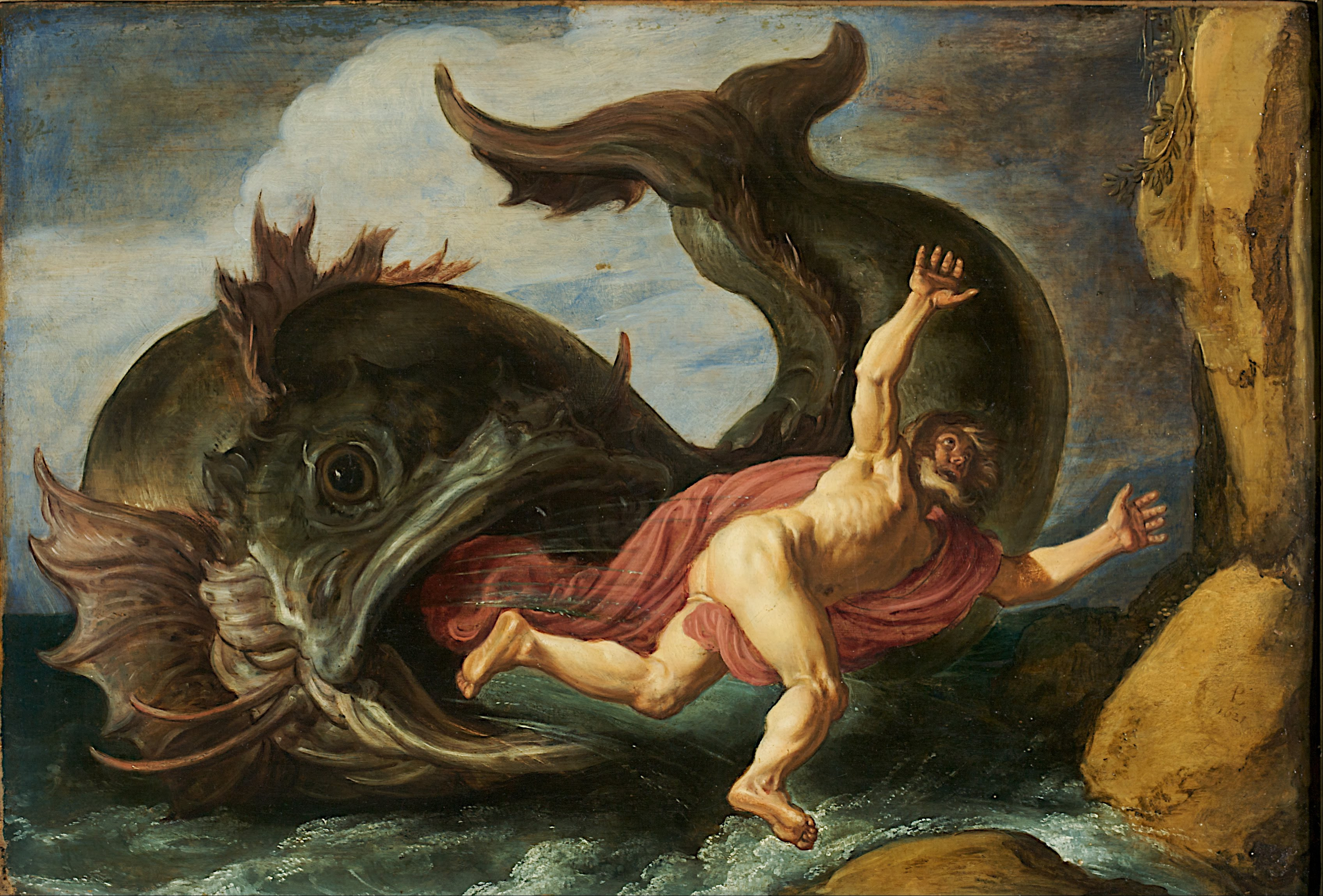
Der biblische Jona im Walfisch. Gemälde von Pieter Lastman

Das Kind repräsentiert möglicherweise nicht nur das innere Kind, sondern auch ihre Kindheit oder eine frühere Lebensphase, die bewusst verdrängt oder weggesperrt wurde. Das Einschliessen des Kindes könnte somit auf emotionale Abspaltung oder auch auf Schuld und Schmerz in Bezug auf die eigene Vergangenheit hindeuten.

### Der Walfisch
Ein doppeldeutiges Symbol: Zum einen ist es ein Hinweis auf den Titel, zum anderen ein Tier, das im Wasser lebt, und nicht an Land. Es könnte deshalb für den Vater stehen, der sowohl Mann als auch Walfisch ist und dadurch unerreichbar zu sein scheint. Auch könnte man darin einen Verweis auf die biblische Jona-Legende im Alten Testament erkennen.

### Intertextualität

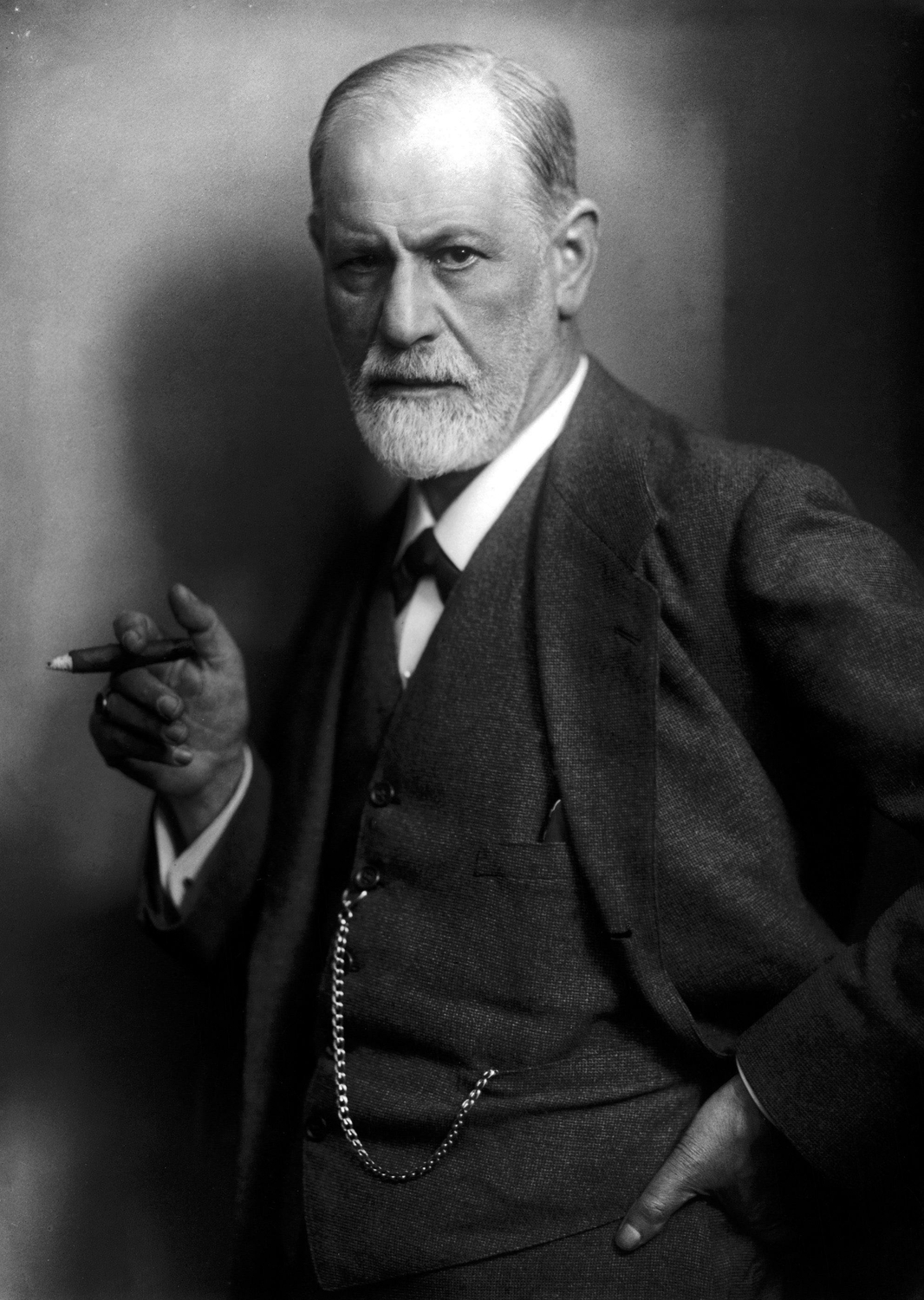
Sigmund Freud

Michelle Steinbeck enthält viele intertextuelle Bezüge. Sie verbindet klassische Entwicklungsromane wie Johann Wolfgang Goethes Wilhelm Meisters Lehrjahre mit surrealen und psychoanalytischen Elementen wie bei Sigmund Freuds Die Traumdeutung und erinnert stilistisch an Werke wie James Joyce’ Ulysses. Zudem gibt es Verweise auf Märchen, Mythologie (z. B. Homers Odyssee) und religiöse Texte wie die Bibel. 

## Sprache
Michelle Steinbecks Roman Mein Vater war ein Mann an Land und im Wasser ein Walfisch wurde wegen seines bildhaften, traumartigen Sprachstils mehrfach mit den literarischen Werken des Surrealismus verglichen. Laut der Definition des Reallexikons der deutschen Literaturwissenschaft gilt «das surrealistische Interesse psychischem Automatismus, Unbewusstem, Zufälligem, Willkürlichem und einem unmittelbaren, der Kontrolle der Vernunft nicht unterworfenen Ausdruck von Träumen, Wahnsinn, Halluzinationen. [...] Das Unbewusste [bleibt] als Ausdruck einer höheren Wirklichkeit und Wahrheit unbearbeitet.»

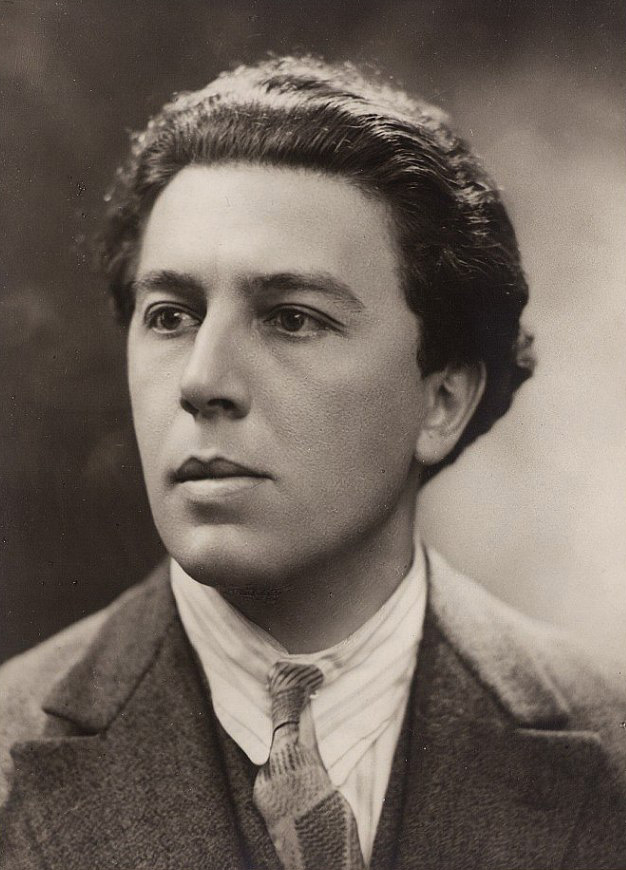
André Breton

Steinbeck lässt sich nach ihren eigenen Angaben oft von ihren Träumen inspirieren und nutzt diese als Vorlage für ihren Roman, was an die Technik der écriture automatique erinnert, wie sie in den 1920er-Jahren vom Dichter André Breton als Methode zur Erzeugung surrealistischer Literatur eingeführt wurde. Ein Beispiel für den surrealistischen Stil des Romans bildet etwa folgende Textpassage:
«Wir waten auf ihn zu, der Wal öffnet sein Maul, und behutsam balanciere ich den Koffer und steige in die Dunkelheit hinab. In der Bauchhöhle steht ein Fass mit einem Kerzlein und einer Schreibmaschine drauf.»
Mit ihrem Debütroman weicht Steinbeck vom Mainstream ab, mit der (alb)traumhaften-surrealistischen Prosa bewirkt sie, dass sich viele verschiedene Bilder unterschiedlichster Art vereinen und eine phantastisch-surreale Welt entsteht. Die Geschichte ist geprägt von brutalen, absurden und grotesken Elementen. Die Geschehnisse sind oft sprunghaft und unzusammenhängend, wie in einem Fiebertraum dargestellt. 

## Rezeption
Steinbecks Roman erschien 2016 und löste eine intensive Debatte in der literarischen Öffentlichkeit aus. Das Werk wurde im Erscheinungsjahr für den Schweizer Buchpreis nominiert. Dessen Jury würdigte es mit den Worten: 
«Wie sie nun die Traumfetzen in eine Geschichte verwebt ist bestechend. Michelle Steinbeck erzählt in einer direkten, streckenweise erfrischend schnoddrigen Sprache. Und sie überrascht mit Selbstironie und überschäumender Phantasie.»
Auch in anderen Kritiken reüssiert der Roman von Steinbeck. Ulrich Rüdenauer schreibt in der Zeit: 
«Die aufgekratzte, überdrehte Sprache von Michelle Steinbeck, die überraschungsreich ist und sich aus dem Märchen speist, der Bibel und dem Surrealismus, erschöpft sich nie.»
Die stilistische Kompromisslosigkeit, mit der Steinbeck ihre traumartige Erzählung durchzieht, wurde vielerorts als ein mutiges Debüt beschrieben.

Die Tageswoche urteilte ähnlich lobend: 
«Steinbecks Roman liest sich ab der ersten Seite wie ein Stück ungezogene Flegelprosa. […] Entgegen der Tendenz, dem Realismus neue Denkmäler zu bauen, bedient sich Steinbeck einer entfesselten Phantasie, die in der zeitgenössischen schweizerischen Literaturlandschaft ihresgleichen sucht.»

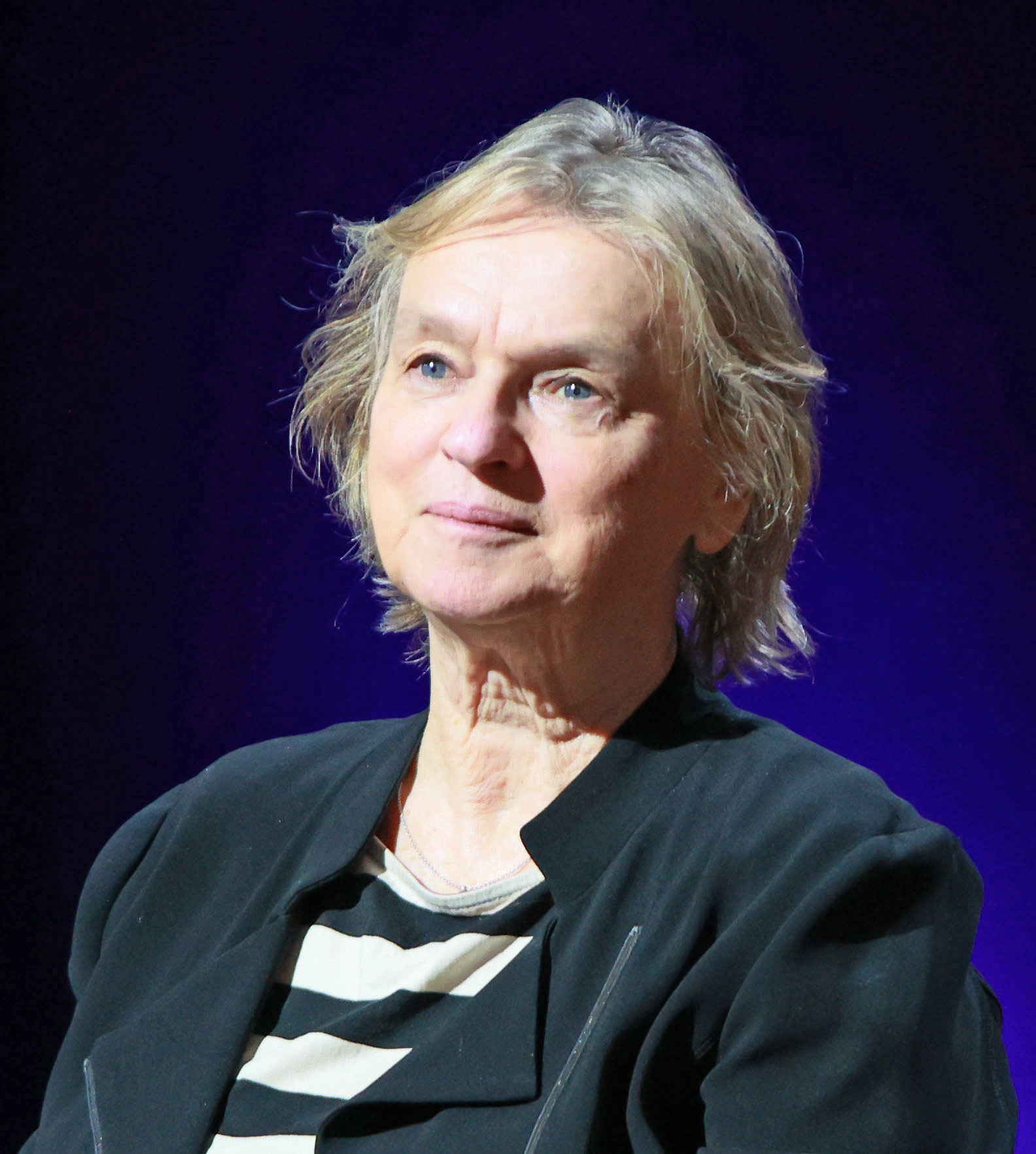
Elke Heidenreich

Die Rezeption von Mein Vater war ein Mann an Land und im Wasser ein Walfisch ist nicht ohne Kontroversen geblieben. Die deutsche Literaturkritikerin Elke Heidenreich äusserte sich in einer Sendung des SRF-Literaturclubs kritisch über das Buch und bezeichnete es als «grauenhaft» und «entsetzlich». Sie behauptete, dass die Autorin eine «ernsthafte Störung» haben müsse, wenn das Buch ernst gemeint sei. Diese harte Kritik löste Diskussionen aus und stellte die Frage, ob solche Aussagen gerechtfertigt sind. Michelle Steinbeck selbst reagierte gelassen auf die Kritik. In einem Interview mit dem Tages-Anzeiger betonte sie, dass die Beleidigungen von Heidenreich auf keiner Grundlage beruhten und lediglich Behauptungen seien. Steinbeck zeigte sich erleichtert darüber, dass sie psychisch stabil genug sei, um solche Kommentare nicht an sich heranzulassen.

## Auszeichnungen
- 2016: Schweizer Buchpreis (Nomination, Shortlist)
- Deutscher Buchpreis (Longlist)

## Ausgaben
- Michelle Steinbeck: Mein Vater war ein Mann an Land und im Wasser ein Walfisch. Lenos Verlag, 2016.

Der Roman erschien 2018 in der englischen Übersetzung von Jen Calleja beim Verlag Darf Publishers in London und 2019 in italienischer Fassung bei Tunué in Latina.